# Nikolče Noveski
Nikolče Noveski (in macedone Николче Новески?; Bitola, 28 aprile 1979) è un ex calciatore macedone, di ruolo difensore.